# Matena
Matena is een buurtschap in de gemeente Papendrecht, in de Nederlandse provincie Zuid-Holland. Het ligt ten oosten van Papendrecht tussen Oosteind, de buurtschap Baanhoek en de westelijke nieuwbouw van Sliedrecht.
Dorp: Papendrecht    Buurtschappen: Matena · Oosteind

Zuid-Holland: Steden en dorpen      Nederland: Provincies · Gemeenten